# Сан Томазо Агордино
Сан Тома̀зо Агордѝно (на италиански: San Tomaso Agordino; на ладински: San Tomas, Сан Томаз) е село и община в Северна Италия, провинция Белуно, регион Венето. Разположено е на 1082 m надморска височина. Населението на общината е 667 души (към 2014 г.).